# Boom sonico

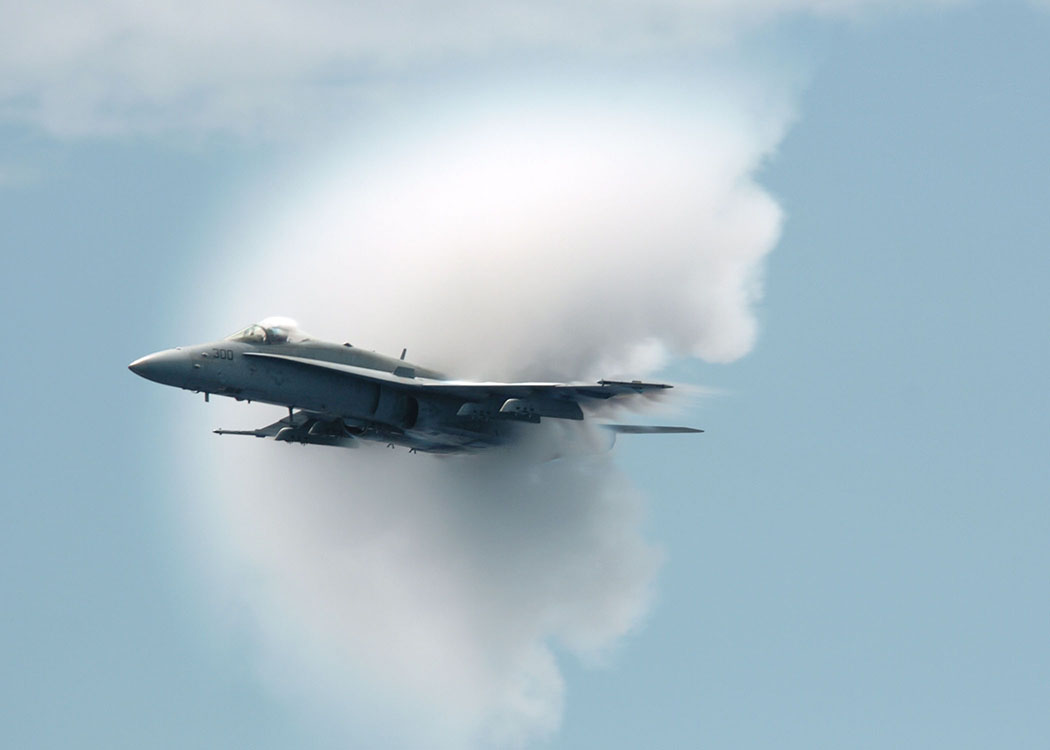
Un F/A-18C vola a velocità transoniche (Mach 0,8-1,2). La nuvola di condensa è generata dagli effetti dell'aumento della pressione.

Il boom sonico, chiamato anche bang supersonico, in italiano boato sonico, è il suono prodotto dal cono di Mach generato dalle onde d'urto create da un oggetto (ad esempio un aereo) che si muove, in un fluido, con velocità superiore alla velocità del suono.
Esempi di boom sonico si hanno quando un aeroplano vola a velocità superiore a quella del suono nell'aria, o anche quando si fa schioccare una frusta. Il suono è in questo caso prodotto dall'estremità della frusta che supera la barriera del suono.

## Percezione e rumore

Rappresentazione del cono di Mach creato da un velivolo supersonico. In giallo la zona a terra dove si percepisce il bang sonico.

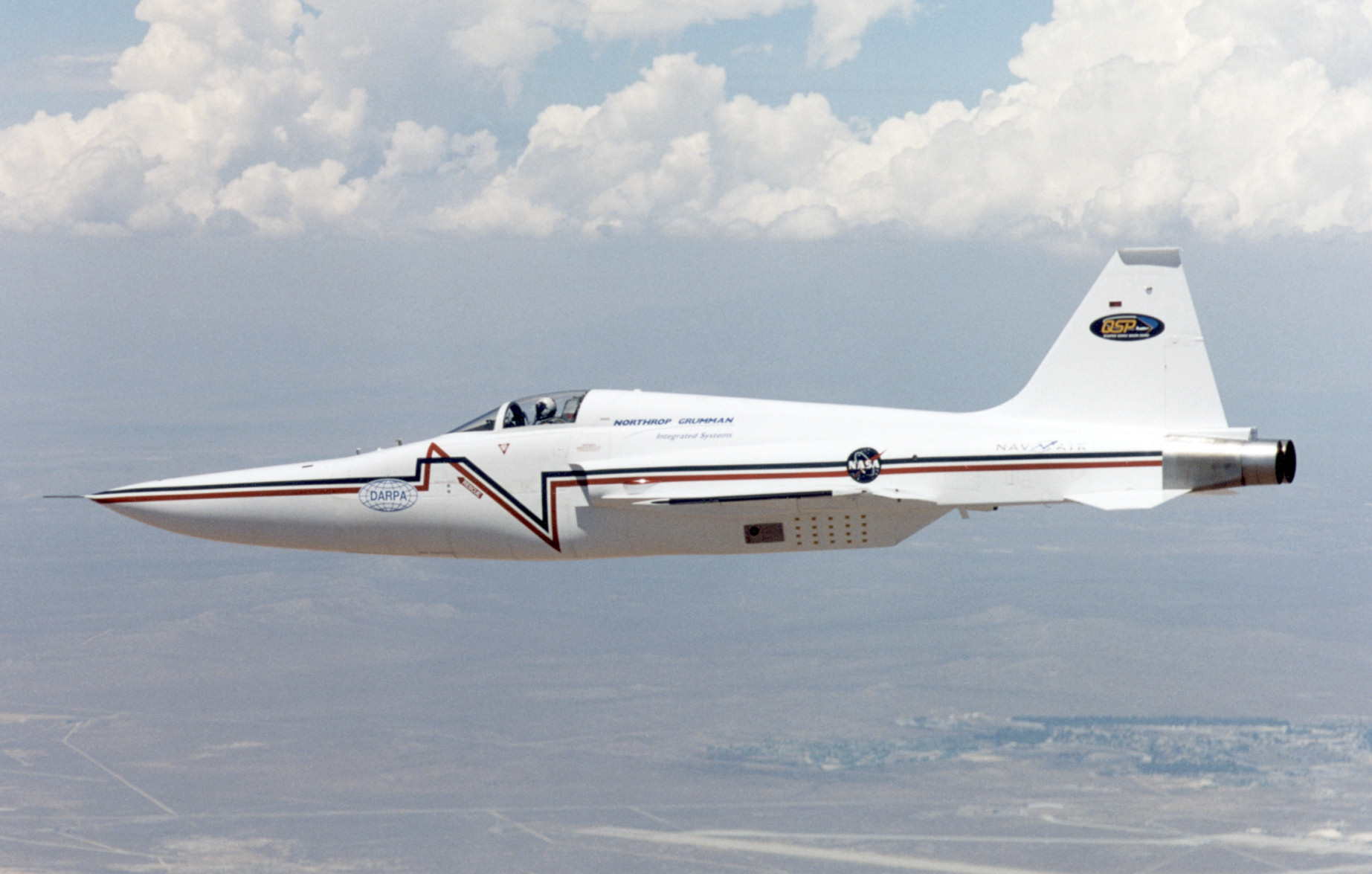
Northrop F-5E della U.S. Navy modificato e utilizzato per il programma NASA Shaped Sonic Boom Demonstration (SSBD)

Nel 1964, la NASA e l'agenzia federale statunitense per l'aviazione civile, la FAA - Federal Aviation Administration, misero in atto il progetto "Oklahoma City sonic boom tests". Questo esperimento consisteva nel generare otto boom sonici al giorno per un periodo di sei mesi. Furono raccolti dati interessanti dall'esperimento, ma 15000 mozioni di protesta sfociarono in una class action contro il Governo degli Stati Uniti, che uscì perdente anche in appello nel 1969.
La NASA continua ad effettuare studi mirati a ridurre l'intensità dei bang sonici.
Nel programma del 2004 denominato "Shaped Sonic Boom Demonstration project", un team composto da tecnici NASA del Langley Research Center e del Dryden Flight Research Center insieme alla ditta aeronautica Northrop Grumman, hanno condotto sperimentazioni presso la Edwards AFB sui profili aerodinamici di un F-5E per esplorare i margini di diminuzione del fenomeno, nell'ottica di poter rendere possibile agli aerei di nuova generazione il volo supersonico anche su aree abitate.
Nel mese di Ottobre dell'anno 2005 Israele utilizzò degli aerei F-16 per creare dei boati sonici sulla striscia di Gaza come metodo di guerra psicologica, pratica che venne successivamente condannata da parte delle Nazioni Unite. Una fonte dell'intelligence israeliana riportò che la tattica fu adottata per contrastare il supporto da parte della popolazione civile ai gruppi armati palestinesi, specialmente quelli che lanciavano i razzi Qassam verso i centri abitati israeliani. Nello stesso articolo veniva riportato il controverso rapporto di uno psichiatra palestinese che denunciava come i boom sonici avessero prodotto seri effetti sulla salute dei bambini di Gaza, inducendo ansietà, panico, diminuzione della concentrazione e del rendimento scolastico, oltre a un aumento degli aborti spontanei. Il rapporto è stato contestato dalla parte opposta e accusato di assenza di credibilità scientifica e riscontri clinici.

## La frusta
Lo schiocco prodotto da una frusta, quando viene usata correttamente, in realtà è un bang sonico. L'estremità della frusta si muove a una velocità superiore a quella del suono e crea il rumore caratteristico.
Le fruste sono realizzate con una struttura che si affina partendo dalla impugnatura fino all'estremità. La punta ha molto meno massa dell'impugnatura: di conseguenza, quando la frusta è fatta schioccare correttamente, l'energia si trasferisce dall'impugnatura all'estremità. La formula per l'energia cinetica {\displaystyle E_{k}={\frac {mv^{2}}{2}}}  ci spiega che la velocità della frusta aumenta via via che diminuisce la massa fino ad arrivare a superare la velocità del suono, creando il caratteristico bang sonico.